# LokalBolig
LokalBolig er en dansk ejendomsmæglerkæde som er ejet af Jyske Bank og de enkelte mæglerbutikker i fællesskab. Virksomheden blev stiftet i 2001 af den daværende Lokalbanken i Nordsjælland sammen med en enkelt ejendomsmægler i Hillerød, der åbnede den første boligbutik i 2002.  
Pr. 1/5 2025 tæller LokalBolig-kæden 64 boligbutikker over hele landet, heraf 41 på Sjælland, 9 på Fyn samt 14 i Jylland. De enkelte ejendomsmæglerforretninger er selvstændigt drevne, men er medejere af hele kæden via en aktiepost. 
I alt er der pr. 1/5 2025 256 indehavere og medarbejdere i LokalBolig-kæden. Selskabets direktør er ejendomsmægler og valuar Christian M. Andersen, der tiltrådte 1/2 2009.
LokalBolig A/S modtog Børsens Gazellepris i både 2011, 2012 og 2022.

## Eksterne link
- LokalBoligs hjemmeside
- LokalBolig Projektsalgs hjemmeside